# Egipto en los Juegos Olímpicos de Londres 2012
Egipto estuvo representado en los Juegos Olímpicos de Londres 2012 por un total de 109 deportistas, 75 hombres y 34 mujeres, que compitieron en 21 deportes.
El portador de la bandera en la ceremonia de apertura fue el yudoca Hesham Mesbah.

## Medallistas
El equipo olímpico egipcio obtuvo las siguientes medallas:
| Nombre                 | Deporte            | Competición    |
| ---------------------- | ------------------ | -------------- |
| Oro                    |                    |                |
| —                      |                    |                |
| Plata                  |                    |                |
| Alaaeldin Abouelkassem | Esgrima            | Florete ind. M |
| Abir Abdelrahman       | Halterofilia       | 75 kg F        |
| Karam Yaber            | Lucha grecorromana | 84 kg M        |
| Bronce                 |                    |                |
| Tarek Abdelazim        | Halterofilia       | 85 kg M        |